# LaQuinton Ross
LaQuinton Ross (Jackson, Misisipi, 18 de noviembre de 1991) es un jugador de baloncesto estadounidense  que pertenece a la plantilla del KK Zlatibor de la Liga Serbia de Baloncesto. Con 2,03 metros de estatura, juega en la posición de ala-pívot.

## Trayectoria deportiva
LaQuinton Ross fue uno los cinco rookies estadounidenses que llegó a Europa bajo las órdenes de Sandro Dell'Agnello en Pesaro. En su segundo año en Ohio State se fue a los 15 puntos y 6 rebotes. Buena capacidad para desbordar y buen lanzamiento de media distancia, son unas de las características que le definen como jugador.
En agosto de 2015 ficha por el Pallacanestro Cantú de la Lega Italiana. El alero procede del Victoria Libertas Pesaro, donde debutó como profesional en la temporada 2014-15 promediando 17.2 puntos por partido en la Serie A.
En enero de 2016, el jugador abandona el Cantù y ficha por el Hapoel Eliat israelí.
El 17 de agosto de 2021, firma por el KK Zlatibor de la Liga Serbia de Baloncesto.